# 菁莪书院
22°46′27″N 111°33′30″E / 22.77417°N 111.55833°E
菁莪书院位于中国广东省罗定市罗城镇北区道前街，1985年被列为罗定县文物保护单位，2002年被列为第四批广东省文物保护单位。
清光绪十二年(1886)，州正梁炳南等发起集资兴建菁莪书院，并购置学田，是广东现在仅存的乡约书院。书院为三进合院式布局，占地面积935平方米，有门亭、门楼、香亭、后堂及厢房等。民国时，粤军所属部队曾多次在罗定驻扎，陈铭枢、陈济棠、蔡廷锴等军官都来过菁莪书院。